# Coppa del Brasile 2020 (calcio)
La Coppa del Brasile 2020 (ufficialmente in portoghese Copa Continental Pneus do Brasil 2020 per ragioni di sponsorizzazione) è stata la 32ª edizione della Coppa del Brasile.
Iniziata il 5 febbraio 2020, il 15 marzo seguente viene sospesa a causa della pandemia di COVID-19 del 2019-2021; il 9 luglio viene annunciata la ripresa ufficiale in data 26 agosto, posticipando la fine del torneo al 10 febbraio 2021.

## Formula
La competizione si svolge ad eliminazione diretta con i primi due torni giocati in gara secca ed i restanti con partite di andata e ritorno.

## Partecipanti
Al torneo partecipano 91 squadre:
- 11 squadre ammesse direttamente agli ottavi di finale (8 per essersi qualificate alla Coppa Libertadores 2020, la vincitrice della Copa do Nordeste 2019, la vincitrice della Copa Verde 2019 e la vincitrice della Série B 2019);
- 70 squadre ammesse tramite piazzamenti nelle competizioni nazionali;
- Le migliori 10 squadre secondo il Ranking CBF non qualificate nei precedenti punti;

### Qualificati agli ottavi di finale
Squadre ammesse direttamente agli ottavi di finale:
| Squadra          | Città             | Stato             | Motivo qualificazione                   |
| ---------------- | ----------------- | ----------------- | --------------------------------------- |
| Athl. Paranaense | Curitiba          | Paraná            | Vincitore della Coppa del Brasile 2019  |
| Corinthians      | San Paolo         | San Paolo         | 8° in Série A 2019                      |
| Cuiabá           | Cuiabá            | Mato Grosso       | Vincitore della Copa Verde 2019         |
| Flamengo         | Rio de Janeiro    | Rio de Janeiro    | Vincitore della Coppa Libertadores 2019 |
| Fortaleza        | Fortaleza         | Ceará             | Vincitore della Copa do Nordeste 2019   |
| Grêmio           | Porto Alegre      | Rio Grande do Sul | 4° in Série A 2019                      |
| Internacional    | Porto Alegre      | Rio Grande do Sul | 7° in Série A 2019                      |
| Palmeiras        | San Paolo         | San Paolo         | 3° in Série A 2019                      |
| RB Bragantino    | Bragança Paulista | San Paolo         | Vincitore della Série B 2019            |
| Santos           | Santos            | San Paolo         | 2° in Série A 2019                      |
| San Paolo        | San Paolo         | San Paolo         | 6° in Série A 2019                      |

### Qualificati ai turni preliminari

#### Competizioni statali
Squadre ammesse per il miglior piazzamento nei campionati o nelle coppe statali:
| Stato               | Squadra (Città)                       | Motivo qualificazione                                      |
| ------------------- | ------------------------------------- | ---------------------------------------------------------- |
| Acre                | Atlético Acreano (Rio Branco)         | Vincitore del Campionato Acriano 2019                      |
| Acre                | Galvez (Rio Branco)                   | 2° nel Campionato Acriano 2019                             |
| Alagoas             | CSA (Maceió)                          | Vincitore del Campionato Alagoano 2019                     |
| Alagoas             | CRB (Maceió)                          | 2° nel Campionato Alagoano 2019                            |
| Alagoas             | Coruripe (Coruripe)                   | 3° nel Campionato Alagoano 2019                            |
| Amapá               | Santos-AP (Macapá)                    | Vincitore del Campionato Amapaense 2019                    |
| Amazonas            | Manaus (Manaus)                       | Vincitore del Campionato Amazonense 2019                   |
| Amazonas            | Fast Clube (Manaus)                   | 2° nel Campionato Amazonense 2019                          |
| Bahia               | Bahia (Salvador)                      | Vincitore del Campionato Baiano 2019                       |
| Bahia               | Bahia de Feira (Feira de Santana)     | 2° nel Campionato Baiano 2019                              |
| Bahia               | Atlético de Alagoinhas (Alagoinhas)   | 3° nel Campionato Baiano 2019                              |
| Ceará               | Ceará (Fortaleza)                     | 2° nel Campionato Cearense 2019                            |
| Ceará               | Barbalha (Barbalha)                   | Vincitore della fase a gironi del Campionato Cearense 2019 |
| Ceará               | Caucaia (Caucaia)                     | Vincitore della Copa Fares Lopes 2019                      |
| Distretto Federale  | Gama (Gama)                           | Vincitore del Campionato Brasiliense 2019                  |
| Distretto Federale  | Brasiliense (Taguatinga)              | 2° nel Campionato Brasiliense 2019                         |
| Espírito Santo      | Vitória-ES (Vitória)                  | Vincitore del Campionato Capixaba 2019                     |
| Goiás               | Atl. Goianiense (Goiânia)             | Vincitore del Campionato Goiano 2019                       |
| Goiás               | Goiás (Goiânia)                       | 2° nel Campionato Goiano 2019                              |
| Goiás               | Vila Nova (Goiânia)                   | 3° nel Campionato Goiano 2019                              |
| Maranhão            | Imperatriz (Imperatriz)               | Vincitore del Campionato Maranhense 2019                   |
| Maranhão            | Moto Club (São Luís)                  | 2° nel Campionato Maranhense 2019                          |
| Maranhão            | Sampaio Corrêa (São Luís)             | 3° nel Campionato Maranhense 2019                          |
| Mato Grosso         | CEOV (Várzea Grande)                  | 2° nel Campionato Mato-Grossense 2019                      |
| Mato Grosso         | União Rondonópolis (Rondonópolis)     | 3° nel Campionato Mato-Grossense 2019                      |
| Mato Grosso         | Luverdense (Lucas do Rio Verde)       | Vincitore della Copa FMF 2019                              |
| Mato Grosso do Sul  | Águia Negra (Rio Brilhante)           | Vincitore del Campionato Sul-Mato-Grossense 2019           |
| Mato Grosso do Sul  | Aquidauanense (Aquidauana)            | 2° nel Campionato Sul-Mato-Grossense 2019                  |
| Minas Gerais        | Cruzeiro (Belo Horizonte)             | Vincitore del Campionato Mineiro 2019                      |
| Minas Gerais        | Atlético Mineiro (Belo Horizonte)     | 2° nel Campionato Mineiro 2019                             |
| Minas Gerais        | América-MG (Belo Horizonte)           | 3° nel Campionato Mineiro 2019                             |
| Minas Gerais        | Boa Esporte (Varginha)                | 4° nel Campionato Mineiro 2019                             |
| Pará                | Remo (Belém)                          | Vincitore del Campionato Paraense 2019                     |
| Pará                | Independente-PA (Tucuruí)             | 2° nel Campionato Paraense 2019                            |
| Pará                | Bragantino-PA (Bragança)              | 3° nel Campionato Paraense 2019                            |
| Paraíba             | Botafogo-PB (João Pessoa)             | Vincitore del Campionato Paraibano 2019                    |
| Paraíba             | Campinense (Campina Grande)           | 2° nel Campionato Paraibano 2019                           |
| Paraná              | Toledo EC (Toledo)                    | 2° nel Campionato Paranaense 2019                          |
| Paraná              | Coritiba (Curitiba)                   | 3° nel Campionato Paranaense 2019                          |
| Paraná              | Londrina (Londrina)                   | 4° nel Campionato Paranaense 2019                          |
| Paraná              | Operário-PR (Ponta Grossa)            | 5° nel Campionato Paranaense 2019                          |
| Pernambuco          | Sport Recife (Recife)                 | Vincitore del Campionato Pernambucano 2019                 |
| Pernambuco          | Náutico (Recife)                      | 2° nel Campionato Pernambucano 2019                        |
| Pernambuco          | Afogados (Afogados da Ingazeira)      | 3° nel Campionato Pernambucano 2019                        |
| Piauí               | River (Teresina (Brasile))            | Vincitore del Campionato Piauiense 2019                    |
| Piauí               | Altos (Altos)                         | 2° nel Campionato Piauiense 2019                           |
| Rio de Janeiro      | Vasco da Gama (Rio de Janeiro)        | 2° nel Campionato Carioca 2019                             |
| Rio de Janeiro      | Bangu (Rio de Janeiro)                | 3° nel Campionato Carioca 2019                             |
| Rio de Janeiro      | Fluminense (Rio de Janeiro)           | 4° nel Campionato Carioca 2019                             |
| Rio de Janeiro      | Volta Redonda (Volta Redonda)         | 5° nel Campionato Carioca 2019                             |
| Rio de Janeiro      | Boavista-RJ (Saquarema)               | 3° nella Copa Rio 2019                                     |
| Rio Grande do Norte | América-RN (Natal)                    | Vincitore del Campionato Potiguar 2019                     |
| Rio Grande do Norte | ABC (Natal)                           | 2° nel Campionato Potiguar 2019                            |
| Rio Grande do Sul   | Caxias (Caxias do Sul)                | 3° nel Campionato Gaúcho 2019                              |
| Rio Grande do Sul   | São Luiz (Ijuí)                       | 4° nel Campionato Gaúcho 2019                              |
| Rio Grande do Sul   | Novo Hamburgo (Novo Hamburgo)         | 5° nel Campionato Gaúcho 2019                              |
| Rio Grande do Sul   | São José-RS (Porto Alegre)            | 2° nella Copa FGF 2019                                     |
| Rondônia            | Vilhenense (Vilhena)                  | Vincitore del Campionato Rondoniense 2019                  |
| Roraima             | São Raimundo-RR (Boa Vista)           | Vincitore del Campionato Roraimense 2019                   |
| San Paolo           | Grêmio Novorizontino (Novo Horizonte) | 6° nel Campionato Paulista 2019                            |
| San Paolo           | Ferroviária (Araraquara)              | 7° nel Campionato Paulista 2019                            |
| San Paolo           | Ponte Preta (Campinas)                | 2° nel Campionato Paulista do Interior 2019                |
| San Paolo           | Santo André (Santo André)             | Vincitore del Campionato Paulista Série A2 2019            |
| San Paolo           | XV de Piracicaba (Piracicaba)         | 2° nella Copa Paulista 2019                                |
| Santa Catarina      | Avaí (Florianópolis)                  | Vincitore del Campionato Catarinense 2019                  |
| Santa Catarina      | Chapecoense (Chapecó)                 | 2° nel Campionato Catarinense 2019                         |
| Santa Catarina      | Brusque (Brusque)                     | Vincitore della Copa Santa Catarina 2019                   |
| Sergipe             | Freipaulistano (Frei Paulo)           | Vincitore del Campionato Sergipano 2019                    |
| Sergipe             | Lagarto (Lagarto)                     | Vincitore della prima fase del Campionato Sergipano 2019   |
| Tocantins           | Palmas (Palmas)                       | Vincitore del Campionato Tocantinense 2019                 |

#### Ranking
Squadre ammesse per il miglior piazzamento nel Ranking CBF 2019:
| Pos | Squadra           | Città          | Stato             |
| --- | ----------------- | -------------- | ----------------- |
| 14  | Botafogo          | Rio de Janeiro | Rio de Janeiro    |
| 17  | Vitória           | Salvador       | Bahia             |
| 26  | Paraná            | Curitiba       | Paraná            |
| 27  | Figueirense       | Florianópolis  | Santa Catarina    |
| 28  | Paysandu          | Belém          | Pará              |
| 29  | Juventude         | Caxias do Sul  | Rio Grande do Sul |
| 34  | Santa Cruz        | Recife         | Pernambuco        |
| 36  | Criciúma          | Criciúma       | Santa Catarina    |
| 38  | Oeste             | Barueri        | San Paolo         |
| 39  | Brasil de Pelotas | Pelotas        | Rio Grande do Sul |

1. ↑  Per via della partnership con la Red Bull, il Clube Atlético Bragantino ha cambiato il proprio nome in Red Bull Bragantino.[2]
2. ↑  Il Bonsucesso, vincitore della Copa Rio, ha rifiutato di partecipare alla competizione venendo rimpiazzato dal Boavista.[3]
3. ↑  Il Red Bull Brasil vincitore del Campeonato do Interior, ha perso il diritto di partecipare alla competizione per via della partnership fra Red Bull e Bragantino venendo rimpiazzato dal Ponte Preta.[4]
4. ↑  Club noto fino al 22 aprile 2019 come A.D. Frei Paulistano.[5]

## Risultati

### Primo turno

#### Sorteggio
Gli accoppiamenti sono stati determinati tramite sorteggio il 12 dicembre 2019 nella sede centrale della CBF a Rio de Janeiro. Le squadre sono state divise in otto urne (da A a H) in base alla posizione occupata nel Ranking CBF (a parità di posizione nel Ranking Nacional de Clubes viene considerata la miglior posizione delle federazione statale di appartenenza nel Ranking Nacional de Federações). Sono poi state abbinate tramite sorteggio accoppiando una squadra della urna A con una della urna E, una della B con una della F, una della C con una della G e una della D con una della H.
Tra parentesi è indicata la posizione nel Ranking CBF.
| Urna A | Urna B | Urna C | Urna D |
| --- | --- | --- | --- |
| Cruzeiro (4) Atlético Mineiro (7) Bahia (10) Chapecoense (12) Fluminense (13) Botafogo (14) Vasco da Gama (15) Sport Recife (16) Vitória (17) América-MG (18) | Ceará (19) Goiás (20) Ponte Preta (21) Avaí (22) Coritiba (24) Atl. Goianiense (25) Paraná (26) Figueirense (27) Paysandu (28) Juventude (29)                                          | CSA (30) Londrina (31) CRB (32) Vila Nova (33) Santa Cruz (34) Sampaio Corrêa (35) Criciúma (36) Oeste (38) Brasil de Pelotas (29) Luverdense (40)                    | Náutico (41) Boa Esporte (44) ABC (45) Botafogo-PB (47) Operário-PR (50) Remo (53) Volta Redonda (56) Atlético Acreano (60) América-RN (62) São José-RS (63)                                                            |
| Urna E | Urna F | Urna G | Urna H |
| Moto Club (65) Brusque (66) Imperatriz (67) Campinense (70) Altos (71) Santos-AP (77) River (79) Caxias (84) Boavista-RJ (85) São Raimundo-RR (88)            | Manaus (89) Brasiliense (94) Ferroviária (99) Novo Hamburgo (105) Coruripe (109) Bragantino-PA (110) Fast Clube (111) Grêmio Novorizontino (113) Palmas (118) União Rondonópolis (119) | Galvez (123) Independente-PA (129) Vitória-ES (151) Bahia de Feira (160) Gama (160) XV de Piracicaba (189) Bangu (189) CEOV (198) Santo André (210) Águia Negra (220) | São Luiz (no rank) Toledo EC (no rank) Atlético de Alagoinhas (no rank) Afogados (no rank) Barbalha (no rank) Caucaia (no rank) Freipaulistano (no rank) Lagarto (no rank) Aquidauanense (no rank) Vilhenense (no rank) |

#### Partite
5, 12, 19 e 26 febbraio 2020.
Nel primo turno le squadre si scontrano in un match unico. In caso di parità al termine dei 90 minuti si qualifica la squadra con il miglior ranking CBF.
–
| Squadra 1              | Risultato | Squadra 2         |
| ---------------------- | --------- | ----------------- |
| River                  | 1 – 0     | Bahia             |
| São Luiz               | 0 – 0     | América-RN        |
| Coruripe               | 0 – 0     | Juventude         |
| XV de Piracicaba       | 1 – 0     | Londrina          |
| Caxias                 | 1 – 1     | Botafogo          |
| Toledo EC              | 0 – 2     | Náutico           |
| Palmas                 | 0 – 2     | Paraná            |
| Bahia de Feira         | 3 – 1     | Luverdense        |
| Brusque                | 2 – 1     | Sport Recife      |
| Freipaulistano         | 1 – 2     | Remo              |
| Manaus                 | 1 – 0     | Coritiba          |
| Gama                   | 3 – 3     | Brasil de Pelotas |
| São Raimundo-RR        | 2 – 2     | Cruzeiro          |
| Vilhenense             | 1 – 1     | Boa Esporte       |
| Brasiliense            | 1 – 1     | Paysandu          |
| Independente-PA        | 2 – 3     | CRB               |
| Moto Club              | 2 – 4     | Fluminense        |
| Atlético de Alagoinhas | 0 – 0     | Botafogo-PB       |
| Grêmio Novorizontino   | 1 – 2     | Figueirense       |
| Vitória-ES             | 2 – 1     | CSA               |
| Boavista-RJ            | 0 – 2     | Chapecoense       |
| Caucaia                | 1 – 2     | São José-RS       |
| União Rondonópolis     | 0 – 1     | Atl. Goianiense   |
| Operário-MS            | 0 – 0     | Santa Cruz        |
| Imperatriz             | 0 – 0     | Vitória           |
| Lagarto                | 1 – 0     | Volta Redonda     |
| Bragantino-PA          | 1 – 2     | Ceará             |
| Bangu                  | 1 – 1     | Oeste             |
| Campinense             | 0 – 0     | Atlético Mineiro  |
| Afogados               | 3 – 0     | Atlético Acreano  |
| Novo Hamburgo          | 1 – 2     | Ponte Preta       |
| Galvez                 | 0 – 1     | Vila Nova         |
| Altos                  | 1 – 1     | Vasco da Gama     |
| Aquidauanense          | 0 – 1     | ABC               |
| Fast Clube             | 0 – 2     | Goiás             |
| Santo André            | 4 – 1     | Criciúma          |
| Santos-AP              | 1 – 1     | América-MG        |
| Barbalha               | 0 – 3     | Operário-PR       |
| Ferroviária            | 2 – 0     | Avaí              |
| Águia Negra            | 2 – 1     | Sampaio Corrêa    |

### Secondo turno
19 e 26 febbraio e 4 marzo 2020.
Nel secondo turno le squadre si scontrano in un match unico. In caso di parità al termine dei 90 minuti si procede con i tiri di rigore.
| Squadra 1         | Risultato       | Squadra 2        |
| ----------------- | --------------- | ---------------- |
| River             | 1 – 1 (3-4 dtr) | América-RN       |
| XV de Piracicaba  | 1 – 1 (7-8 dtr) | Juventude        |
| Náutico           | 1 – 1 (3-4 dtr) | Botafogo         |
| Paraná            | 3 – 2           | Bahia de Feira   |
| Brusque           | 5 – 1           | Remo             |
| Brasil de Pelotas | 1 – 0           | Manaus           |
| Boa Esporte       | 1 – 1 (4-5 dtr) | Cruzeiro         |
| Paysandu          | 1 – 1 (3-5 dtr) | CRB              |
| Fluminense        | 2 – 0           | Botafogo-PB      |
| Vitória-ES        | 0 – 1           | Figueirense      |
| São José-RS       | 0 – 0 (5-4 dtr) | Chapecoense      |
| Atl. Goianiense   | 1 – 1 (4-3 dtr) | Santa Cruz       |
| Vitória           | 3 – 1           | Lagarto          |
| Oeste             | 1 – 1 (2-4 dtr) | Ceará            |
| Afogados          | 2 – 2 (7-6 dtr) | Atlético Mineiro |
| Ponte Preta       | 0 – 0 (5-3 dtr) | Vila Nova        |
| Vasco da Gama     | 1 – 0           | ABC              |
| Santo André       | 0 – 2           | Goiás            |
| Operário-PR       | 0 – 2           | América-MG       |
| Ferroviária       | 6 – 2           | Águia Negra      |

### Terzo turno
Andata 11 marzo, ritorno 26 agosto 2020.
Nel quarto turno le squadre si scontrano in match di andata e ritorno. In caso di parità al termine dei due incontri si procede con i tiri di rigore. Non sono considerati i gol fuori casa per stabilire il vincitore.
| Squadra 1         | Totale          | Squadra 2   | Andata | Ritorno |
| ----------------- | --------------- | ----------- | ------ | ------- |
| Juventude         | 2 – 2 (5-3 dtr) | América-RN  | 1 – 1  | 1 – 1   |
| Botafogo          | 3 – 1           | Paraná      | 1 – 0  | 2 – 1   |
| Brasil de Pelotas | 0 – 2           | Brusque     | 0 – 1  | 0 – 1   |
| Cruzeiro          | 1 – 3           | CRB         | 0 – 2  | 1 – 1   |
| Figueirense       | 1 – 3           | Fluminense  | 1 – 0  | 0 – 3   |
| Atl. Goianiense   | 2 – 1           | São José-RS | 2 – 0  | 0 – 1   |
| Ceará             | 5 – 3           | Vitória     | 1 – 0  | 4 – 3   |
| Ponte Preta       | 5 – 0           | Afogados    | 3 – 0  | 2 – 0   |
| Vasco da Gama     | 2 – 2 (3-2 dtr) | Goiás       | 0 – 1  | 2 – 1   |
| Ferroviária       | 0 – 1           | América-MG  | 0 – 0  | 0 – 1   |

### Quarto turno

#### Sorteggio
Il sorteggio per il quarto turno si è tenuto il 1º settembre 2020 nella sede centrale della CBF di Rio de Janeiro. Le 10 squadre sono state sorteggiate in un unico gruppo.

#### Partite
Andata 16 settembre, ritorno 23 settembre 2020.
Nel quarto turno le squadre si scontrano in match di andata e ritorno. In caso di parità al termine dei due incontri si procede con i tiri di rigore. Non sono considerati i gol fuori casa per stabilire il vincitore.
| Squadra 1   | Totale | Squadra 2        | Andata | Ritorno |
| ----------- | ------ | ---------------- | ------ | ------- |
| Fluminense  | 2 – 3  | Atl. Goianiense  | 1 – 0  | 1 – 3   |
| Brusque     | 1 – 7  | Ceará            | 0 – 2  | 1 – 5   |
| Botafogo    | 1 – 0  | Vasco da Gama    | 1 – 0  | 0 – 0   |
| Ponte Preta | 3 – 5  | Atlético Mineiro | 2 – 2  | 1 – 3   |
| Juventude   | 2 – 1  | CRB              | 2 – 0  | 0 – 1   |

### Ottavi di finale

#### Sorteggio
Il sorteggio per gli ottavi di finale è avvenuto il 1º ottobre 2020. Le 16 squadre sono state sorteggiate in una singola urna.
Sono contrassegnate con un asterisco (*) le squadre che entrano nella competizione a partire dagli ottavi di finale, tra parentesi è indicata la posizione nel Ranking CBF.
| Urna | Urna |
| --- | --- |
| Palmeiras* (1) Flamengo* (2) Grêmio* (3) Santos* (5) Athl. Paranaense* (6) Corinthians* (8) Internacional* (9) San Paolo* (11) | Botafogo (14) América-MG (18) Ceará (19) Fortaleza* (23) Atl. Goianiense (25) Juventude (29) RB Bragantino* (37) Cuiabá* (43) |

#### Partite
L'andata si è giocata tra il 14, 27 e 29 ottobre, il ritorno il 25 ottobre ed il 3 e 5 novembre 2020.
| Squadra 1        | Totale           | Squadra 2     | Andata | Ritorno |
| ---------------- | ---------------- | ------------- | ------ | ------- |
| Fortaleza        | 5 – 5 (9-10 dtr) | San Paolo     | 3 – 3  | 2 – 2   |
| Santos           | 0 – 1            | Ceará         | 0 – 0  | 0 – 1   |
| Grêmio           | 2 – 0            | Juventude     | 1 – 0  | 1 – 0   |
| Atl. Goianiense  | 2 – 4            | Internacional | 1 – 2  | 1 – 2   |
| Botafogo         | 0 – 1            | Cuiabá        | 0 – 1  | 0 – 0   |
| Athl. Paranaense | 2 – 4            | Flamengo      | 0 – 1  | 2 – 3   |
| RB Bragantino    | 1 – 4            | Palmeiras     | 1 – 3  | 0 – 1   |
| Corinthians      | 1 – 2            | América-MG    | 0 – 1  | 1 – 1   |

### Quarti di finale

#### Sorteggio
Il sorteggio per i quarti di finale è avvenuto il 6 novembre 2020. Le 8 squadre sono state sorteggiate in una singola urna.
| Urna                                                    | Urna                                                  |
| ------------------------------------------------------- | ----------------------------------------------------- |
| Palmeiras (1) Flamengo (2) Grêmio (3) Internacional (9) | San Paolo (11) América-MG (18) Ceará (19) Cuiabá (43) |

#### Partite
| Squadra 1     | Totale          | Squadra 2  | Andata | Ritorno |
| ------------- | --------------- | ---------- | ------ | ------- |
| Flamengo      | 1 – 5           | San Paolo  | 1 – 2  | 0 – 3   |
| Cuiabá        | 1 – 4           | Grêmio     | 1 – 2  | 0 – 2   |
| Internacional | 1 – 1 (5-6 dtr) | América-MG | 0 – 1  | 1 – 0   |
| Palmeiras     | 5 – 2           | Ceará      | 3 – 0  | 2 – 2   |

### Semifinali
| Squadra 1 | Totale | Squadra 2  | Andata | Ritorno |
| --------- | ------ | ---------- | ------ | ------- |
| Grêmio    | 1 – 0  | San Paolo  | 1 – 0  | 0 – 0   |
| Palmeiras | 3 – 1  | América-MG | 1 – 1  | 2 – 0   |

### Finale
| Squadra 1 | Totale | Squadra 2 | Andata | Ritorno |
| --------- | ------ | --------- | ------ | ------- |
| Grêmio    | 0 – 3  | Palmeiras | 0 – 1  | 0 – 2   |

## Classifica marcatori
Dati aggiornati al 7 marzo 2021.
| Gol |  |  | Giocatore       | Squadra    |
| --- |  |  | --------------- | ---------- |
| 6   |  |  | Brenner         | San Paolo  |
| 6   |  |  | Léo Gamalho     | CRB        |
| 6   |  |  | Nenê            | Fluminense |
| 6   |  |  | Rodolfo         | América-MG |
| 4   |  |  | Diego Souza     | Grêmio     |
| 4   |  |  | Raphael Veiga   | Palmeiras  |
| 4   |  |  | Vinícius        | Ceará      |
| 3   |  |  | Luciano         | San Paolo  |
| 3   |  |  | Rafael Sóbis    | Ceará      |
| 3   |  |  | Thiago Alagoano | Brusque    |